# Питер Первис
Питер Џон Первис (енгл. Peter John Purves; Њу Лонгтон, 10. фебруар 1939) је британски глумац. Первис је најпознатији по улози Стивена Тејлора у научно-фантастичној серији Доктор Ху.